# Frederik Pol
Frederik Džordž Pol mlađi (енгл. Frederik George Pohl, Jr. 26. novembar 1919 — 2. septembar 2013) bio je američki pisac, urednik i ljubitelj naučne fantastike, čija je karijera obuhvatila period od preko sedamdeset pet godina - od njegovog prvog objavljenog rada, poeme „Elegija za mrtvi satelit: Luna“ (енгл. Elegy to a Dead Satellite: Luna) 1937. godine, preko njegovog romana „Svi životi koje je odživeo“ (енгл. All the Lives He Led) iz 2011. do članaka i eseja objavljenih 2012.
U periodu od otprilike 1959. pa do 1969, Pol je uređivao časopis Galaksi i sestrinski časopis If; drugi je osvojio 3 uzastopne godinšnje nagrade Hjugo kao najbolji profesionalni časopis.
Njegov roman Kapija iz 1977. godine je osvojio četiri nagrade za „najbolji roman godine“: Hjugo (izglasano od strane učesnika konvencije), Lotus (izglasano od čitalaca magazina), Nebjula (izglasano od strane američkih pisaca naučne fantastike) i akademska nagrada Džon V. Kembel (izglasan od strane žirija). Nagradu Džon V. Kembel je ponovo osvojio 1984. godine za svoju zbirku novela „Godine grada“ (енгл. Years of the City), jedan od dvoje koji su nagradu dobili dva puta u prvih četrdeset godina. Za svoj roman „Džem“ (енгл. Jem), Pol je dobio Nacionalnu nagradu za knjigu  u kategoriji „naučna fantastika, tvrdo koričenje“. Ta knjiga je takođe bila finalista za tri druge nagrade za najbolji roman godine. Sve ukupno, osvojio je četiri nagrane Hjugo i tri nagrade Nebjula.
Udruženje Američki pisci naučne fantastike i fentezija (енгл. Science Fiction and Fantasy Writers of America) je 1993. godine imenovalo Pola dvanaestim dobitnikom Memorijalne nagrade Dejmon Najt za Velikog majstora a 1998. je uveden u Aleju velikana naučne fantastike i fentezija muzeja EMP, u trećoj klasi od dvoje preminulih i dvoje živih pisaca.

Pol je 2010. za svoj blog „Kako budućnost bloguje“ (енгл. The Way the Future Blogs) osvojio Hjugo nagradu za najboljeg pisca-ljubitelja".